# Flag Day (film)
Pour les articles homonymes, voir Flag Day.
Pour plus de détails, voir Fiche technique et Distribution.
Flag Day est un thriller biographique américain réalisé par Sean Penn et sorti en  2021. Il s'inspire de l'autobiographie de Jennifer Vogel, une journaliste racontant notamment la vie criminelle de son père John.
Il est présenté en avant-première au festival de Cannes 2021.

## Synopsis
Jennifer voue une admiration sans borne à son père, John. Elle ignore cependant qu'il mène une double vie de criminel : d'abord faussaire puis braqueur de banque. Devenue journaliste, Jennifer doit enquêter sur l'une des plus grandes opérations de fausse monnaie dans l'histoire américaine, commise par son propre père. La relation père-fille sera mise à rude épreuve.

## Fiche technique
Sauf indication contraire, les informations mentionnées dans cette section peuvent être confirmées par la base de données cinématographiques IMDb,  présente dans la section « Liens externes ».
- Titre original : Flag Day
- Réalisation : Sean Penn
- Scénario : Jez Butterworth, d'après l'autobiographie Film-Flam Man: The True Story Of My Father’s Counterfeit Life de Jennifer Vogel
- Musique : Joseph Vitarelli[1]
- Décors : Craig Sandells
- Costumes : Patricia J. Henderson
- Photographie : Daniel Moder
- Montage : Valdís Óskarsdóttir
- Producteurs : Jez Butterworth, William Horberg, Jon Kilik, Sean Penn et Fernando Sulichin
  - Producteurs délégués : Christelle Conan, Anders Erden, Sidney Kimmel, Phyllis Laing, Vincent Maraval, Thorsten Schumacher, Peter Touche, Devan Towers et John Wildermuth Jr.
- Sociétés de production : Conqueror Productions, Olive Hill Media et Wonderful Films
- Sociétés de distribution : United Artists Releasing / Metro Goldwyn Mayer (États-Unis), Le Pacte (France)
- Pays de production :  États-Unis
- Langue originale : anglais
- Format : couleur - 1.85:1 - 16 mm
- Durée : 108 minutes
- Genre : Thriller, drame et biopic
- Dates de sortie :
  - États-Unis : 20 août 2021
  - France : 10 juillet 2021 (festival de Cannes - compétition officielle)
  - France : 29 septembre 2021 (sortie nationale)
- Classification[2] :
  - États-Unis : R - Restricted

## Distribution
- Dylan Penn (VF : Camille Constantin) : Jennifer Vogel
- Sean Penn (VF : Emmanuel Karsen) : John Vogel
- Josh Brolin (VF : Philippe Vincent) : l'oncle Beck
- Norbert Leo Butz : Doc
- Katheryn Winnick (VF : Sophie Broustal) : Patty Vogel
- Eddie Marsan : M. Emmanuelle
- Dale Dickey (VF : Françoise Vallon) : grand-mère Margaret
- Hopper Penn (en) : Nick Vogel
- Beckam Crawford : Nick Vogel, enfant
- Jadyn Rylee : Jennifer Vogel, adolescente
- Addison Tymec : Jennifer Vogel, enfant
- James Russo : le chef des motards
- Regina King : U.S. Marshall Blake
- Bailey Noble (en) : Debbie
- Megan Best : l'amie de Jennifer
Version française
  - Studio de doublage : Deluxe Media Paris
  - Direction artistique : Hervé Icovic
  - Adaptation : Linda Bruno

## Production

### Genèse et développement
Au milieu des années 2000, le producteur William Horberg acquiert les droits du livre autobiographique Flim-Flam Man: The True Story Of My Father’s Counterfeit Life de Jennifer Vogel, qui retrace la vie de son propre père, John Vogel. Jez Butterworth est dès lors attaché au projet comme scénariste :

« Le producteur William Horberg et le scénariste Jez Butterworth m’ont rendu visite à Minneapolis, en 2004, où on a fait le tour de la ville et de ma vie. Depuis, le scénario a connu différentes moutures – j’en ai moi-même écrit une version. On a plusieurs fois été à deux doigts de faire le film, mais c’est uniquement quand Sean Penn est monté à bord que tout s’est mis en place. »

— Jennifer Vogel
En mars 2019, il est annoncé que Sean Penn va réaliser le film. Le tournage doit se dérouler à Winnipeg.

### Attribution des rôles
Sean Penn dirige ici sa fille Dylan et son fils Hopper. Josh Brolin, Miles Teller et Katheryn Winnick font également partie de la distribution. Par ailleurs, c'est la première fois que Sean Penn tient un rôle dans l'une de ses réalisations. Finalement, lors de sa présentation cannoise, Miles Teller est finalement absent du montage final.
Avant d'incarner lui-même John Vogel, Sean Penn voulait confier ce rôle à Matt Damon, car il ne pensait pas pouvoir être devant et derrière la caméra : « Je me suis toujours étonné qu’on puisse réaliser un film et jouer dedans, et je n’avais jamais envisagé de le faire moi-même ». Finalement Matt Damon le persuade de tenir le rôle. En revanche pour le rôle de Jennifer Vogel, Sean Penn a immédiatement pensé à sa fille Dylan. Quelques années auparavant, elle l'avait refusé, se sentant trop jeune pour le rôle. Kristen Stewart et Elle Fanning avaient alors été envisagées. Finalement, elle finira par accepter quelques années plus tard.

### Tournage
Le tournage débute en juin 2019. Il se déroule dans la province du Manitoba au Canada, principalement à Winnipeg (notamment dans l'Université du Manitoba) ainsi qu'à La Salle et Beauséjour,. Le tournage n'a pas lieu en continu mais étalé sur huit mois, pour avoir des images les différentes saisons avec des conditions météorologiques bien différentes.
Le film est tourné en 16 mm sur de la pellicule Kodak, avec des caméras Arri et des objectifs anciens. Sean Penn justifie ce choix : « J’ai toujours aimé le grain du 16 mm. Quoi qu’on fasse, l’image numérique n’a pas ce côté vivant, qui donne l’impression que le temps passe. Donc, plutôt que de tourner en numérique et d’imposer au film un look trafiqué, on est directement allés à la source. »

## Sortie

### Accueil critique
Le film reçoit des critiques partagées. Sur l'agrégateur américain Rotten Tomatoes, il récolte 42% d'opinions favorables pour 66 critiques et une note moyenne de 5,3⁄10. Le consensus du site est le suivant « Flag Day bénéficie de performances puissantes et d'une histoire émouvante basée sur des faits, mais il est en grande partie perdu dans le vacarme mélodramatique du film ». Sur Metacritic, il obtient une note moyenne de 54⁄100 pour 22 critiques.
En France, le site Allociné recense 29 critiques presse pour une note moyenne de 2,5⁄5.
Dans le magazine Première, on peut notamment lire « le film renoue thématiquement avec la veine de The Indian Runner, Crossing Guard et Into the Wild : c’est une réflexion sur l’inévitable trahison des pères, et sur l’impasse où mène la rébellion. [...] Le tandem que [Sean Penn] forme avec sa propre fille, Dylan Penn, ne produit pas véritablement d’étincelles et, si on est heureux de retrouver sa gueule chiffonnée de vieux pirate, il ne parvient jamais à trouver la dimension iconique appelée par le script. ».

### Box-office
| Pays ou région    | Box-office     | Date d'arrêt du box-office | Nombre de semaines |
| ----------------- | -------------- | -------------------------- | ------------------ |
| États-Unis Canada | 424 667 $      | 30 septembre 2021          | 6                  |
| France            | 66 380 entrées | 23 novembre 2021           | 8                  |
| Total mondial     | 821 289 $      | -                          | -                  |

## Distinction

### Sélection
- Festival de Cannes 2021 : en compétition officielle